# Chiesa di Santa Maria Elisabetta (Venezia, Lido)
La chiesa di Santa Maria Elisabetta è un edificio religioso della città di Venezia, situato nell'isola del Lido, dedicato alla Visitazione della Beata Vergine Maria.

## Storia

### Origini
Dal 1565 è documentata la presenza di un oratorio intitolato a Santa Maria ad Elisabetta (Sacellum S. Mariae Visitationis), nucleo originario della costruzione, ampliata nel 1620.
Nel XVI secolo la zona centrale del Lido apparteneva, dal punto di vista religioso, alla lontana parrocchia di San Pietro di Castello, dove gli isolani dovevano recarsi per ascoltare le messe o ricevere i sacramenti. 
I fedeli sollecitarono a più riprese l'istituzione di una parrocchia perché raggiungere San Pietro in barca risultava disagevole e la chiesa di San Nicolò del Lido, parte integrante del convento benedettino, era situata all'interno di un'area fortificata e quindi non sempre accessibile. In seguito a ripetute suppliche, il 21 gennaio 1626 il patriarca Giovanni Tiepolo, istituì la parrocchiale di Santa Maria Elisabetta nell'oratorio già esistente con il diritto di giuspatronato dei capifamiglia del Lido che, riuniti in una vicinia, avrebbero scelto il proprio parroco con il dovere di mantenerlo e di provvedere alla chiesa — mentre al patriarca e al Capitolo di San Pietro sarebbe spettata l'investitura del prescelto — e con l'obbligo di corrispondere al Capitolo stesso la somma di 10 ducati come indennizzo per la perdita della giurisdizione, da versare nel giorno di San Pietro apostolo. La nascita della parrocchiale si concretizzò il 10 settembre 1627 con l'approvazione del doge Giovanni I Corner.
Primo parroco fu Zaccaria Fagiola, abitante del Lido.
La chiesa venne consacrata il 7 luglio 1671 dal vescovo di Caorle Pietro Martire Rusca e dal parroco di Castello Lorenzo Salvetti.

### Epoca moderna
L'edificio fu restaurato nel corso dei secoli secondo le possibilità finanziarie della comunità del tempo.
All'inizio del XX secolo era divenuto troppo piccolo per soddisfare le nuove esigenze della crescente popolazione lidense e il Comune di Venezia, sotto cui il Lido era passato nel 1883, stanziò dei fondi per il suo ampliamento, che vennero invece destinati nel 1925 all'erezione del Tempio Votivo in un'area vicina. 
Vari furono i progetti per un completo rifacimento della chiesa e della canonica fino al 1968, anno in cui la Soprintendenza ai monumenti di Venezia decise per un restauro conservativo dichiarando l'edificio di interesse storico.

## Descrizione

### Esterno
La facciata a capanna è molto semplice, con timpano triangolare e cornice marmorea in rilievo, ed è caratterizzata dal portale di ingresso in marmo con trabeazione aggettante, affiancato ai lati da due finestre rettangolari. Sopra il portale una lapide ricorda la consacrazione della chiesa del 1671:
Nella parete laterale destra si aprono tre grandi finestre semicircolari, mentre in quella di sinistra vi è un solo finestrone aperto e due sono murati, essendo questa parete addossata alla canonica.

### Interno

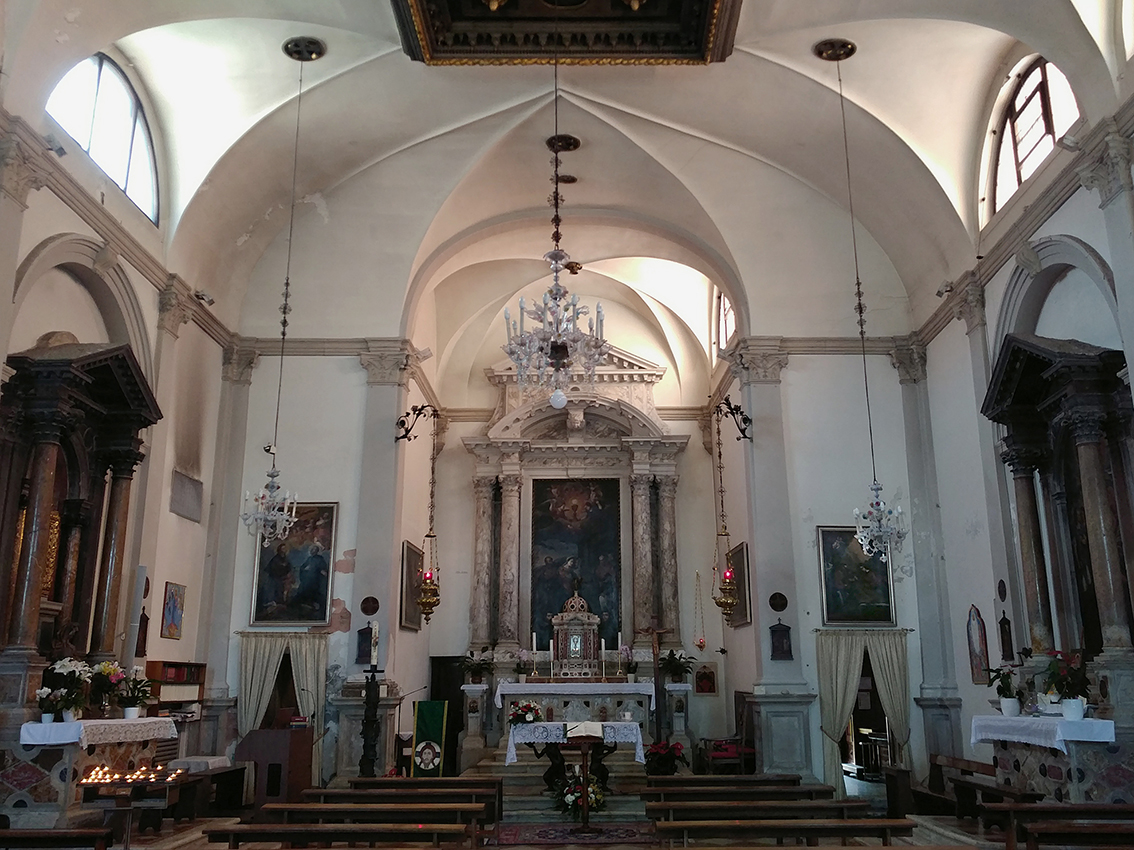
Interno della chiesa

L'interno, a pianta rettangolare ad un'unica navata, è semplice e lineare, secondo lo stile veneziano del Seicento. Le pareti intonacate sono scandite da paraste grigie con capitelli corinzi che delimitano gli spazi riservati ai quattro altari laterali, incorniciati da archi a tutto sesto.
L'area presbiteriale è sopraelevata e decorata dall'altare seicentesco nella parete di fondo con intarsi marmorei policromi simili a quelli dell'altare maggiore di San Nicolò del 1634. La pala, opera di pittore veneto del 1600, raffigura la Visita di Maria a Elisabetta tra san Giuseppe e san Zaccaria, san Gaetano da Thiene e Sant'Antonio.

### Organo
L'organo seicentesco attribuito a Pietro Nachini, a una tastiera, è sistemato sulla parete d'ingresso in una cantoria tra le due finestre.